# Cao Anmin
En aquest nom xinès, el cognom és Cao.
Cao Anmin   (Xina, segle II - Xina, 197) va ser el nebot del senyor de la guerra Cao Cao, que va viure durant la tardana Dinastia Han Oriental de la història xinesa.
El 197, el segon any de Jian'an, Cao Cao va marxar cap al sud i va dirigir el seu exèrcit a Huishui, on Zhang Xiu va portar les seves tropes a rendir-se. Quan Cao Cao va prendre la vídua del seu oncle Zhang Ji com a concubina, Zhang Xiu s'ho va prendre com un insult a la memòria del seu oncle i a ell mateix. Per aquest motiu, es va rebel·lar i va atacar el campament de Cao Cao durant la nit i es va retirar. Li van bloquejar la porta del campament per aturar la persecució de l'exèrcit de Zhang Xiu. Per tal de cobrir la retirada de Cao Cao, el seu fill Cao Ang va cedir el seu cavall al seu pare perquè pogués escapar, i després el va escortar a peu. Tant Dian Wei com Cao Ang van ser assassinats per Zhang Xiujun. Cao Anmin tampoc no va poder escapar a causa del seu lent ritme. Va quedar atrapat a Wancheng i va morir en la batalla abans que pogués escapar.
Agafat per sorpresa, les tropes de Cao Cao en gran manera foren superades en nombre. Atrapat, Cao Anmin va morir protegint a Cao Cao, juntament amb Cao Ang i Dian Wei.